# Chaetopodella denigrata
Chaetopodella denigrata är en tvåvingeart som först beskrevs av Oswald Duda 1925.  Chaetopodella denigrata ingår i släktet Chaetopodella och familjen hoppflugor.
Artens utbredningsområde är Tanzania. Inga underarter finns listade i Catalogue of Life.